# Emma Väänänen

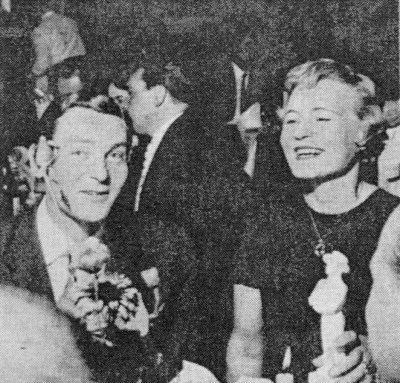
Premios Jussi de 1958. Emma Väänänen con su esposo, el fotógrafo Eino Heino

Emma Väänänen (22 de diciembre de 1907 – 20 de febrero de 1970) fue una actriz teatral, cinematográfica y televisiva finlandesa. 

## Biografía
Su nombre completo era Emma Maria Väänänen, y nació en Mikkeli, Finlandia, en el seno de una familia numerosa. Emma Väänänen no estaba en sus comienzos interesada por la actuación, pero eso cambió cuando a los once años de edad vio en el Teatro Nacional de Finlandia una representación de Tukkijoella. Mudada a edad temprana a Helsinki, trabajó como ayudante en varios teatros de dicha ciudad.
Inició su carrera teatral en el Sörnäisten Työväen Näyttämöltä, haciendo el papel principal de Tohvelisankarin rouva en 1927. Al siguiente año inició su formación en la Academia de Teatro de la Universidad de las Artes de Helsinki, donde se graduó en 1930, siendo uno de sus maestros Jalmari Lahdensuo. Sus comienzos como actriz teatral fueron difíciles, pero finalmente actuó en diferentes locales como el Rovaniemen Teatteri (Rovaniemi, 1930–1931), el Porin Teatteri (Pori, 1931–1935), el Turun kaupunginteatteri (Turku, 1935–1939), el Tampereen Teatteri (Tampere, 1939–1940), y el Helsingin Kansanteatteri (1940–1949).
En Rovaniemi hizo papeles de todo tipo, actuando incluso en operetas. Sin embargo, en el Teatro de Pori no se sintió cómoda, y en Turku sufrió una lesión grave de la rodilla. De todos los teatros en los que actuó, su trabajo más prolongado tuvo lugar en el Helsingin Kansanteatteriin. Entre las obras más destacadas en las que actuó allí figuran Las bodas de Fígaro y Sana.
Pero uno de sus principales papeles fue el de protagonista en Äiti tietää rakkaudesta, pieza que se representó en más de cien ocasiones. Otras obras destacadas interpretadas por ella fueron Daniel Hjort y El mercader de Venecia.
Durante la Segunda Guerra Mundial, Väänänen participó en giras por el frente de guerra. Más adelante, en 1955, actuó en el Pyynikin Kesäteatteri (en Tampere) en la obra Putkinotko, la cual representó doce años después en Mikkeli, en el Naisvuoren kesäteatteri.
Como actriz cinematográfica, Väänänen interpretó tanto papeles de comedia como dramáticos. Durante su época en el Teatro Nacional, fue actriz fija de la productora Suomi-Filmi. Inició su carrera en el cine en 1941, pero su gran oportunidad no llegó hasta 1943 con el papel principal en la película de Ilmari Unho Kirkastettu sydän.
Por su trabajo cinematográfico, Väänänen recibió un total de cuatro Premios Jussi, todos ellos a la mejor actriz. Fueron por su trabajo en Loviisa – Niskavuoren nuori emäntä (1947), Gabriel, tule takaisin (1951, de Valentin Vaala), Elokuu (1956), y Niskavuoren naiset (1958), su única película en color. 
Emma Väänänen fue actriz de teatro radiofónico entre 1949 y 1961, llegando así a ser conocida por un público más numeroso. Entre las emisiones en las que actuó figuran Pyöveli y la pieza de Friedrich Schiller Maria Stuart. También actuó en Punainen viiva, adaptación de una novela de Ilmari Kianto, Englannin Elisabet y Liian myöhään vesipääsky, adaptación que llevó a cabo Onni Halla de una novela de Alan Paton.
Por su trayectoria artística, fue premiada en 1958 con la Medalla Pro Finlandia.
A partir del año 1961, Väänänen también trabajó en el teatro televisado, consiguiendo el éxito en su nuevo medio. Su primera actuación llegó con la adaptación de la obra de Maiju Lassila Kun lesket lempivät (1961). En total participó en más de 40 producciones, retirándose en 1969 de la televisión.
Emma Väänänen falleció en Helsinki en el año 1970. Había estado casada desde junio de 1945 con el fotógrafo Eino Heino, al que había conocido unos años antes durante el rodaje de Neljä naista.

## Filmografía
- 1942 : Yli rajan
- 1942 : Synnin puumerkki
- 1942 : Neljä naista
- 1943 : Syntynyt terve tyttö
- 1943 : Miehen kunnia
- 1943 : Kirkastettu sydän
- 1944 : Kartanon naiset
- 1945 : Vuokrasulhanen
- 1946 : Kultainen kynttilänjalka
- 1946 : Viikon tyttö
- 1946 : ”Minä elän”

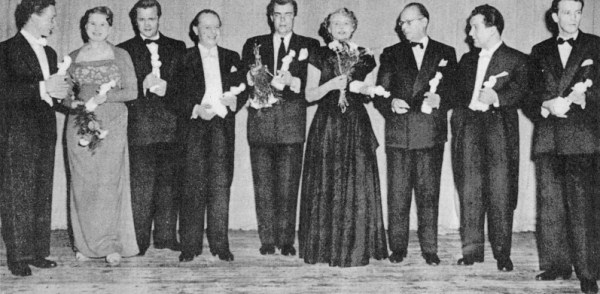
Premios Jussi de 1951. Desde la derecha: Matti Kassila, Aarne Tarkas, Erik Blomberg, Emma Väänänen, Tapio Vilpponen, Harry Bergström, Hannes Häyrinen, Salli Karuna y Lasse Pöysti

- 1946 : Loviisa – Niskavuoren nuori emäntä
- 1947 : Maaret – tunturien tyttö
- 1947 : Kultamitalivaimo
- 1947 : Koskenkylän laulu
- 1947 : Hedelmätön puu
- 1948 : Kilroy sen teki
- 1948 : Ihmiset suviyössä
- 1948 : Haaviston Leeni
- 1950 : Tanssi yli hautojen
- 1951 : Ylijäämänainen
- 1951 : Gabriel, tule takaisin
- 1952 : Niskavuoren Heta
- 1952 : Suomalaistyttöjä Tukholmassa
- 1952 : Silmät hämärässä
- 1952 : Kulkurin tyttö
- 1952 : Omena putoaa...
- 1953 : Jälkeen syntiinlankeemuksen
- 1955 : Näkemiin Helena
- 1955 : Minä ja mieheni morsian
- 1955 : Kukonlaulusta kukonlauluun
- 1956 : Riihalan valtias
- 1956 : Elokuu
- 1958 : Niskavuoren naiset
- 1959 : Taas tapaamme Suomisen perheen